# 유즈리하 가렌
유즈리하 가렌(일본어: 楪 カレン, 2001년 3월 28일~)은 일본의 AV 여배우이다. 《FLASH》가 발표한 2021년 섹시 여배우 랭킹에서 2위를 차지했다.